# Ledeberg (Vlaams-Brabant)
Ledeberg is een gehucht van de fusiegemeente Roosdaal. Het is gelegen in de deelgemeente Pamel en dankt zijn naam aan de getuigenheuvel, die reeds in de prehistorie bewoond was.
Op de heuvel lag de verblijfplaats van de heren van Ledeberg en Pamel. De burcht was de laatste vestiging van Brabant voor men Vlaanderen bereikte. Er is reeds sprake van de burcht tussen 1164 en 1290. Hij was gelegen midden in een beukenbos op de heuvel van Ledeberg en op korte afstand van "De Dries", waar vier belangrijke wegen samenkomen.
Rondom het kasteel lag het leen van de heren van Ledeberg, afhankelijk van de heren van Grimbergen die ook heer van Ninove waren. De burcht werd in de loop der tijden afgebroken en maakte plaats voor het bekende meisjespensionaat, de Sint-Apolloniakapel en het Ledebergbos. Op de Ledeberg bevindt zich de Sint-Apolloniakerk, die reeds in de 12e eeuw vermeld werd.

## Bezienswaardigheden
- De Sint-Apolloniakerk

## Natuur en landschap
Ledeberg ligt op een min of meer geïsoleerde heuvel met een hoogte tot 81 meter, waar zich ook de kerk bevindt.

## Heren van Ledeberg
- Simon (1167)
- Goswin (1170-1177)
- Walter Hawel (1182)
- Willem I (1188-1240), heer van Ledeberg x Beatrix
- Egidus, heer van Ledeberg
- Bernard, heer van Ledeberg
- Willem II, heer van Ledeberg
- Godfried van Pamel
- Jan van Pamel, heer van Pamel en Ledeberg
- Margriet van Pamel x René van Bornival xx Jan Meeuwe (zoon van hertog Jan van Brabant)
- Jan, heer van Pamel en Ledeberg x Katherina Swaef
- Margriet van Waver, vrouwe van Pamel en Ledeberg x Jan van Aarschot xx Jan van Rotselaar
- Jan van Schoonhoven
- Ridder Everaert Boote
- Niklaas de Vijdt
- Joost de Vijdt x Isabella Borluut
- Gudula Raes x Ridder Jan Villain, heer van Huysse, Brocht
- Gudula Villain x Jan de Montmorency, heer van Nevele
- Margriet de Montmorency x Arnold van Hoorn
- Anna van Hoorn x Jaak de Croÿ
- Anna de Croÿ x Ridder Niklaas-Maximiliaan van Montmorency
- Anna de Croÿ x Claude d'Ongnies
- Cosmas Claude d'Ognies, Graaf van Coupigny en ridder van de Orde van het Gulden Vlies

De hele heuvel en eigendommen van de heren van Pamel en Ledeberg kwamen later in het bezit van de prinsen de Merode en nog later in handen van de grafelijke familie de Lévis-Mirepoix.

## Nabijgelegen kernen
Pamel, Onze-Lieve-Vrouw-Lombeek, Kattem